# Ánh sáng mệt mỏi
Ánh sáng mệt mỏi là một lớp các cơ chế dịch chuyển đỏ giả định được đề xuất như một lời giải thích thay thế cho mối quan hệ khoảng cách dịch chuyển đỏ.  Những mô hình này đã được đề xuất như là sự thay thế cho các mô hình đòi hỏi phải mở rộng không gian theo hệ mét trong đó vũ trụ học của Big Bang và Steady State là những ví dụ nổi tiếng nhất.  Khái niệm này lần đầu tiên được đề xuất vào năm 1929 bởi Fritz Zwicky, người đã gợi ý rằng nếu các photon mất năng lượng theo thời gian thông qua các va chạm với các hạt khác một cách thường xuyên, các vật thể ở xa sẽ xuất hiện màu đỏ hơn các vật thể gần đó.  Chính Zwicky thừa nhận rằng bất kỳ sự tán xạ ánh sáng nào cũng sẽ làm mờ hình ảnh của các vật thể ở xa hơn những gì nhìn thấy.  Ngoài ra, độ sáng bề mặt của các thiên hà phát triển theo thời gian, sự giãn nở thời gian của các nguồn vũ trụ và phổ nhiệt của nền vi sóng vũ trụ đã được quan sát - những hiệu ứng này không nên xuất hiện nếu dịch chuyển đỏ vũ trụ là do bất kỳ cơ chế tán xạ ánh sáng mệt mỏi nào.  Mặc dù kiểm tra lại định kỳ của khái niệm này, ánh sáng mệt mỏi không được hỗ trợ bởi các thử nghiệm quan sát  và gần đây đã được giao nhiệm vụ chỉ xem xét ở rìa của vật lý thiên văn.

## Lịch sử và tiếp nhận
Ánh sáng mệt mỏi là một ý tưởng xuất hiện do quan sát của Edwin Hubble đưa ra rằng các thiên hà xa xôi có các dịch chuyển đỏ tỷ lệ thuận với khoảng cách của chúng.  Redshift là một sự thay đổi trong phổ của bức xạ điện từ phát ra từ một vật thể về phía năng lượng và tần số thấp hơn, liên quan đến hiện tượng hiệu ứng Doppler.  Các nhà quan sát các tinh vân xoắn ốc như Vesto Slodes đã quan sát thấy các vật thể này (hiện được gọi là các thiên hà riêng biệt) thường biểu hiện dịch chuyển đỏ thay vì các blueshifts độc lập với vị trí của chúng.  Vì mối quan hệ giữ theo mọi hướng, nó không thể được quy cho chuyển động bình thường đối với một nền tảng sẽ cho thấy một loại dịch chuyển đỏ và blueshifts.  Mọi thứ đang di chuyển ra khỏi dải ngân hà.  Đóng góp của Hubble là cho thấy cường độ của dịch chuyển đỏ tương quan mạnh mẽ với khoảng cách đến các thiên hà.
Dựa trên dữ liệu của Slodes và Hubble, năm 1927 Georges Lemaître nhận ra rằng mối tương quan này phù hợp với các giải pháp không tĩnh đối với các phương trình của lý thuyết hấp dẫn của Einstein, các giải pháp Friedmann đấm Lema Ltre.  Tuy nhiên, bài viết của Lemaître chỉ được đánh giá cao sau khi xuất bản năm 1929 của Hubble.  Mối quan hệ khoảng cách đỏ phổ quát trong giải pháp này là do hiệu ứng của vũ trụ giãn nở đối với một photon truyền đi trong khoảng thời gian không thời gian null (còn được gọi là trắc địa "giống như ánh sáng").  Trong công thức này, vẫn có một hiệu ứng tương tự với hiệu ứng Doppler, mặc dù vận tốc tương đối cần được xử lý cẩn thận hơn vì khoảng cách có thể được xác định theo các cách khác nhau trong việc mở rộng các số liệu.
Đồng thời, những lời giải thích khác được đề xuất không phù hợp với thuyết tương đối rộng.  Edward Milne đã đề xuất một lời giải thích tương thích với thuyết tương đối đặc biệt nhưng không phải là thuyết tương đối rộng rằng có một vụ nổ khổng lồ có thể giải thích các dịch chuyển đỏ (xem vũ trụ Milne).  Những người khác đề xuất rằng các hiệu ứng có hệ thống có thể giải thích mối tương quan khoảng cách đỏ.  Dọc theo dòng này, Fritz Zwicky đã đề xuất một cơ chế "ánh sáng mệt mỏi" vào năm 1929.  Zwicky cho rằng các photon có thể mất dần năng lượng khi chúng di chuyển khoảng cách lớn qua vũ trụ tĩnh bằng cách tương tác với vật chất hoặc các photon khác hoặc bằng một cơ chế vật lý mới lạ nào đó.  Do sự giảm năng lượng tương ứng với sự gia tăng bước sóng của ánh sáng, hiệu ứng này sẽ tạo ra sự dịch chuyển đỏ trong các vạch quang phổ tăng tỷ lệ thuận với khoảng cách của nguồn.  Thuật ngữ "ánh sáng mệt mỏi" được Richard Tolman đặt ra vào đầu những năm 1930 như một cách để đề cập đến ý tưởng này.